# Parque interjurisdiccional marino Makenke
El parque interjurisdiccional marino Makenke es un área natural protegida de la provincia de Santa Cruz en Argentina.
Se ubica en el centro de la costa marina de Santa Cruz, aledaña a la ciudad de Puerto San Julián. Tiene una superficie de 71 272 ha.

## Creación y administración
El 26 de agosto de 2010 la Legislatura de la provincia de Santa Cruz sancionó la ley n.º 3152 que autorizó al Poder ejecutivo a firmar un tratado con el Estado nacional para la creación del parque interjurisdiccional marino Makenke. La ley dispuso que las decisiones respecto al manejo y conservación de los recursos serían adoptadas por una comisión ejecutiva de manejo integrada con representantes de la Administración de Parques Nacionales, la provincia de Santa Cruz y la municipalidad de Puerto San Julián.
El 17 de septiembre de 2010 fue celebrado el tratado.

PRIMERA: Crear el “Parque Interjurisdiccional Marino Makenke”, como un espacio de conservación, administración y uso racional de especies marinas y terrestres y sus respectivos hábitat, sometido al manejo conjunto de la Administración de Parques Nacionales y la Provincia del Santa Cruz.
 SEGUNDA: El Parque Interjurisdiccional Marino Makenke abarcará la superficie marítima, (incluyendo el lecho y subsuelo marino) del área comprendida dentro de los siguientes límites: La Mina: 49º 8’ 30’’S 67º 37’ 00’’; Límite Noreste: 49º 9’ 31,4’’S 67° 33’ 39,8’’W; Punta Noroeste Bahía San Julián: 49º 14’ 36,89’’S 67° 40’ 1’’W Punta Norte Península San Julián: 49° 14’ 58,32’’W 67º 36’ 52,15’’W; Límite Centro-Este: 49º 15’ 3,89’’S 67º 32’ 52,12’’W; Límite Centro-Este 2: 49° 26’ 27,82’’S 67° 31’ 9,27’’W; Límite Sur Makenke: 49º 51’ 54,05’’S 67º 47’ 1,83’’W; Límite Sur Este: 49° 52’ 8,09’’S 67º 37’ 31,14’’W.

El tratado especificó que a diferencia de los parques nacionales, la provincia no cedió el dominio ni la jurisdicción que le corresponde:

SEXTA: El área prevista en la cláusula CUARTA del presente, así como el accionar de las distintas reparticiones en el ejercicio de las atribuciones que por el presente tratado se le reconocen a ambas jurisdicciones, en modo alguno podrá significar el desconocimiento de derechos, concesiones o permisos regularmente adquiridos por particulares con anterioridad a la firma del presente, sus respectivas prórrogas y autoridad de aplicación. Tampoco implicará cesión de dominio, ni de jurisdicción, ni del poder de policía y fiscalización de ninguna de las partes respecto de la otra.

El tratado fue ratificado por decreto provincial n.º 234 de 9 de marzo de 2011. La aprobación nacional fue dada por la ley n.° 26817 sancionada el 13 de diciembre de 2012 y promulgada el 13 de diciembre de 2012.
En lo que corresponde al Estado nacional el parque tiene a su frente un intendente, cuya sede se encuentra en la localidad de Puerto San Julián.

## Objetivos
Protección del patrimonio paisajístico, natural y cultural. Conservación, administración y uso racional de especies marinas y terrestres y sus respectivos hábitats, en el espacio marítimo, lecho y subsuelo.

## Clima
El clima es templado frío, con una temperatura media anual de 9 °C, con valores bajo cero en invierno y máximas que pueden superar los 30 °C en verano. El promedio de las precipitaciones es de 280 mm anuales, concentrándose en otoño e invierno. El viento predominante es oesudoeste.

## Fauna
En la zona está la colonia reproductiva más grande de cormorán gris y es área de  reproducción de lobos y elefantes marinos. Hay grandes comunidades de calamar y merluza. Por allí pasan las rutas migratorias de la ballena franca austral, el albatros y el pingüino.